# Petre Ispirescu
Petre Ispirescu (leden 1830, Bukurešť – 21. listopadu 1887, Bukurešť) byl rumunský nakladatel, spisovatel a folklorista. 
Byl synem holiče. Do školy nechodil, číst a psát se naučil od kněze v chrámu Biserica Domnița Bălașa. Od čtrnácti let pracoval v tiskárně Zaharii Carcalechiho, kde se seznámil s klasickou literaturou. Politik Vasile Boerescu ho roku 1858 pověřil vedením tiskárny, kde se tiskly noviny Naționalul. V roce 1862 vydal z podnětu spisovatele Nicolae Filimona šest lidových pohádek. Spolu s Constantinem Rosettim vydával opoziční deník Românul. V letech 1866 až 1868 vedl rumunskou státní tiskárnu. Jeho hlavním dílem je sbírka rumunských pohádek Legende sau basmele românilor z roku 1872, v níž uplatnil vypravěčský talent a znalost lidové mluvy. V roce 1879 vydal knihu Poveștele unchiașului sfătos, v níž převyprávěl příběhy z řecké mytologie. Roku 1882 vyšly jeho pohádky znovu s předmluvou Vasile Alecsandriho.

## Dílo
- Rumunské lidové pohádky, Odeon 1975. Překlad Pavel Beneš